# Cueta solitaria
Cueta solitaria är en insektsart som beskrevs av Hölzel 1983. Cueta solitaria ingår i släktet Cueta och familjen myrlejonsländor. Inga underarter finns listade i Catalogue of Life.